# 堀川町 (宮崎市)
堀川町（ほりかわちょう）とは、宮崎県宮崎市内の地名。中央東地域自治区に属している。郵便番号は880-0873。

## 地理
宮崎市の中心部、中央東地域自治区に属する。JR日豊本線東側の住宅地であり、集合住宅・マンション等が並ぶ。
北を宮崎駅東1丁目・浄土江町、東を昭和町、南を永楽町 (宮崎市)、西を老松1丁目・瀬頭2丁目と接する。

## 歴史
- 昭和20年頃 - 瀬頭町から堀川町が成立。
- 2004年 - 堀川町等から宮崎駅東1丁目が成立。

## 世帯数と人口
2023年（令和5年）9月1日現在の世帯数と人口は以下の通りである。
| 町丁   | 世帯数  | 人口   |
| ------ | ------- | ------ |
| 堀川町 | 851世帯 | 1278人 |

## 小・中学校の学区
市立小・中学校に通う場合、学区は以下の通りとなる。
| 町名   | 小学校             | 中学校             |
| ------ | ------------------ | ------------------ |
| 堀川町 | 宮崎市立宮崎小学校 | 宮崎市立宮崎中学校 |

## 交通

### 鉄道
町域の西端をJR日豊本線が通過している。最寄り駅は宮崎駅。

### バス
宮交グループの運営するバスが営業している。

### 道路
- 宮崎県道11号宮崎島之内線

## 施設
- 後田川緑地公園